# Helen Parrish
Pour les articles homonymes, voir Parrish.
Helen Parrish, née le 12 mars 1923 à Columbus (Géorgie) et morte le 22 février 1959 à Hollywood, est une actrice américaine, active au théâtre et au cinéma.

## Biographie
Helen Parrish est née à Columbus (Géorgie). Elle fait ses débuts au cinéma très jeune, à l'âge de 5 ans dans le film muet Babe Come Home. Elle apparaît dans les comédies de la série Our Gang. Par la suite elle a notamment formé un duo dans des comédies avec Deanna Durbin.
Son frère Robert Parrish a été également enfant acteur avant de passer à la réalisation.
Elle se marie en 1942 avec l'acteur Charles G. Lang, Jr.. Elle meurt d'un cancer à l'âge de 35 ans.

## Hommages
Helen Parrish a son étoile au 6263 Hollywood Boulevard depuis 1960.

## Filmographie

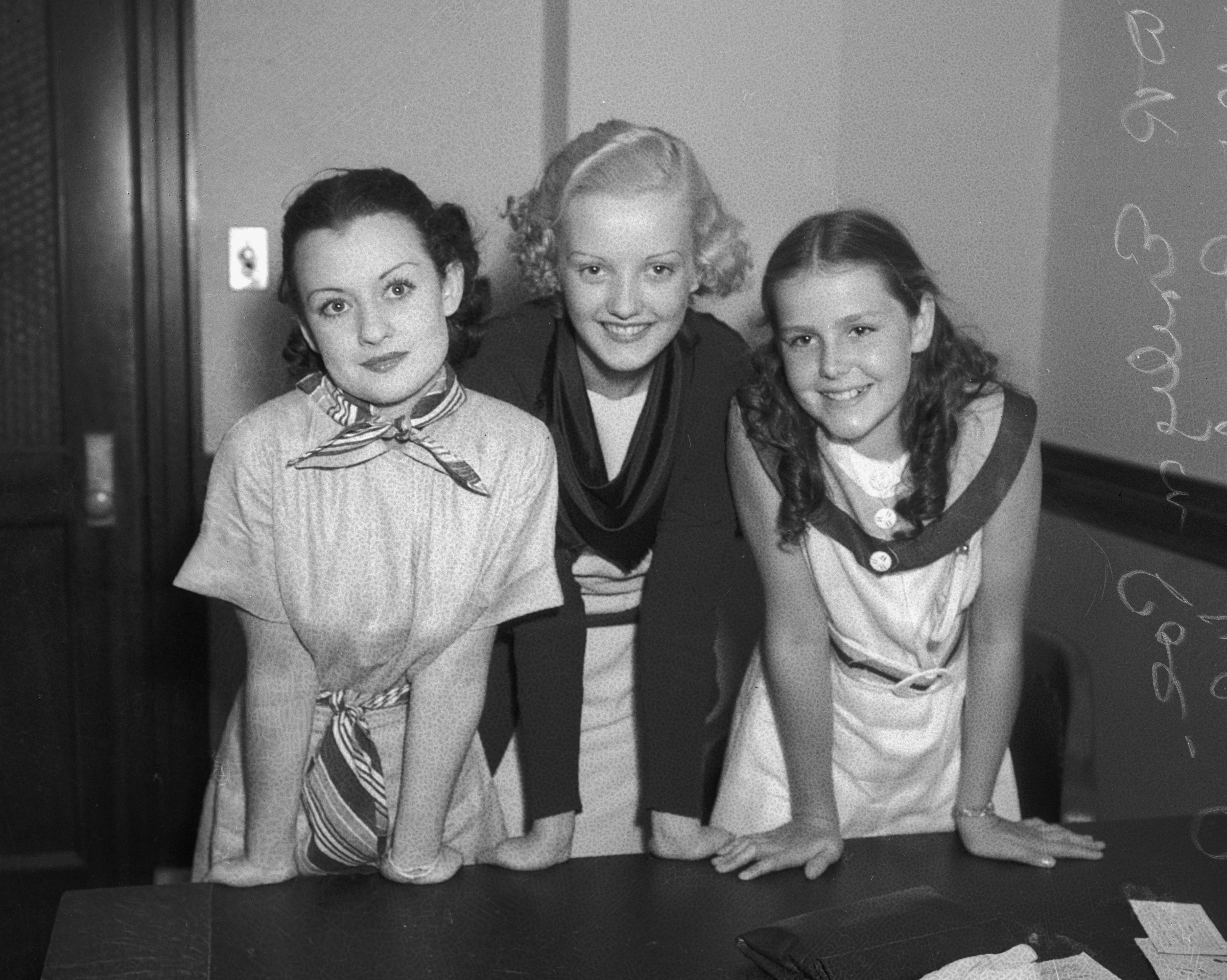
Evelyn Poe, Phyllis Brooks et Helen Parrish en 1935.

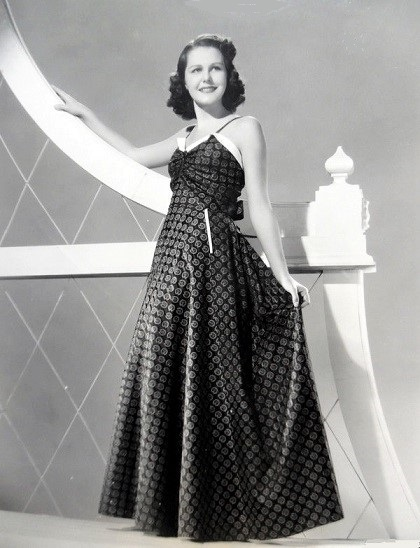
Helen Parrish, photo promotionnelle pour Three Smart Girls Grow Up en 1939.

- 1927 : Babe Comes Home (en) de Ted Wilde : petite fille (non créditée)
- 1929 : Je suis un assassin (The Valiant) de William K.Howard : petite fille dans le train (non créditée)
- 1929 : Words and Music de James Tinling : Song and dance principal
- 1929 : His First Command : Jane Sargent
- 1930 : The Big Trail : Honey Girl Cameron (non créditée)
- 1931 : Beau Ideal : Isobel - un enfant (non créditée)
- 1931 : Cimarron : Young Donna (non créditée)
- 1931 : L'Ennemi public (The Public Enemy) : jeune fille (non créditée)
- 1931 :  Seed : Margaret Carter enfant
- 1931 : Le Reportage tragique (X Marks the Spot) : Gloria - enfant (non créditée)
- 1932 : Amour défendu (Forbidden) de Frank Capra : Roberta à 8 ans(non créditée)
- 1932 : Amitié (When a Feller Needs a Friend) : Diana Manning
- 1933 : Goldie Gets Along : Saunders' Child (non créditée)
- 1933 : Song of the Eagle : Elsa enfant (non créditée)
- 1933 : Broadway to Hollywood : Cousine (non créditée)
- 1934 : Le Calvaire de Flora Winters (The Life of Vergie Winters) : Joan's friend (non créditée)
- 1934 : There's Always Tomorrow : Marjorie White
- 1935 : The Mystery of Edwin Drood : Schoolgirl (non créditée)
- 1935 : Straight from the Heart : Neighbor Girl
- 1935 : A Dog of Flanders : Maria Cogez
- 1935 : Bride of Frankenstein : Communion girl (non créditée)
- 1936 : Make Way for a Lady : Genevieve (non créditée)
- 1937 : Maytime : Maypole Singer (non créditée)
- 1938 : Délicieuse (Mad About Music) de Norman Taurog : Felice
- 1938 : Little Tough Guy : Kay Boylan
- 1938 : Little Tough Guys in Society : Penny
- 1939 : Les trois jeunes filles ont grandi (Three Smart Girls Grow Up) de Henry Koster : Kay Craig
- 1939 : Reine d'un jour (Winter Carnival) de Charles Reisner : Ann Baxter
- 1939 : Premier Amour (First Love) : Barbara Clinton
- 1940 : I'm Nobody's Sweetheart Now : Gertrude "Trudie" Morgan
- 1940 : La Villa des piqués (You'll Find Out) de David Butler : Janis Bellacrest
- 1941 : La Chanteuse inconnue (Where Did You Get That Girl?) d'Arthur Lubin : Helen Borden
- 1941 : Six Lessons from Madame La Zonga : Rosie Clancy / Rosita Alvarez
- 1941 : Too Many Blondes : Virginia Kerrigan
- 1941 : It Started with Eve : Nightclub Patron (non crédité)
- 1942 : In Old California : Ellen Sanford
- 1942 : Tough As They Come : Ann Wilson
- 1942 : Embrassons la mariée (They All Kissed the Bride) d'Alexander Hall : Vivian Drew
- 1942 : Sunset Serenade : Sylvia Clark
- 1942 : Sacramento : Ellen Sanford
- 1942 : Overland Mail (serial) : Barbara Gilbert
- 1942 : X Marks the Spot : Linda Ward
- 1943 : Cinderella Swings It de Christy Cabanne : Sally Murton
- 1943 : Le Cabaret des étoiles (Stage Door Canteen) de Frank Borzage : Helen Parrish
- 1943 : The Mystery of the 13th Guest : Marie Morgan
- 1948 : Quick on the Trigger : Nora Reed
- 1948  Trouble Makers : Ann Prescott
- 1949 : The Wolf Hunters d'Oscar Boetticher : Marcia Cameron